# 玉縄陣屋
玉縄陣屋（たまなわじんや）は、神奈川県鎌倉市植木字相模陣（旧相模国鎌倉郡植木村）にあった陣屋。江戸時代前半期に当地に存在した玉縄藩の藩庁で、玉縄城（山城）の南山麓にあったと推定されている。

## 概要
鎌倉市植木・城廻・関谷・玉縄にかけての丘陵地帯に所在する玉縄城は、1512年（永正9年）の伊勢盛時（北条早雲）による築城以来、後北条氏と上杉氏や武田氏・里見氏との幾度もの抗争の場となり、後北条の中核家臣団（玉縄衆）の東相模最大の拠点となってきたが、1590年（天正18年）の豊臣秀吉による小田原征伐で徳川家康の軍に包囲され、山中城防衛に失敗して自決覚悟で玉縄城に籠った城主・北条氏勝が、大応寺（現・龍寶寺）住職らの説得を受けて無血開城し、後北条氏の城郭としての役割を終えた。その後、家康は本多正信・水野忠守に玉縄城を預けたが、1615年（慶長20年）の一国一城令を受けて1619年（元和5年）に廃城となった。
その後、長沢松平家の松平正綱が22000石を受けて玉縄に入封されて玉縄藩を立藩し、正綱は玉縄城山麓に玉縄陣屋を建てた。しかし3代藩主松平正久が1703年（元禄16年）に上総の大多喜藩へ移封となったため、廃藩となった。なお1792年（寛政4年）に松平定信が海岸防備のために玉縄城の再興を計画したが、実現しなかった。

## 発掘調査
玉縄陣屋は、玉縄城本曲輪の南側に開く谷戸に位置していたと推定されており、谷戸内の坂道は「陣屋坂」とよばれている。1987年（昭和62年）の陣屋坂東側での発掘調査では、玉縄城に関わる家臣団の屋敷跡が検出されたが、1989年（平成元年）から1990年（平成2年）にかけて陣屋坂西側（植木字相模陣370番地）で行われた発掘調査では、16世紀-18世紀代の道路や建物・井戸・木樋・玉砂利敷きの苑池（庭園）等の遺構が検出され、同時期の陶器や漆器・木製品などの遺物も出土した。これらは年代からみて玉縄陣屋に関わる遺構・遺物と目されている。